# Ahuacuotzintla
Ahuacuotzintla är en ort i Mexiko.   Den ligger i kommunen Chilapa de Álvarez och delstaten Guerrero, i den sydöstra delen av landet, 200 km söder om huvudstaden Mexico City. Ahuacuotzintla ligger 1 808 meter över havet och antalet invånare är 219.
Terrängen runt Ahuacuotzintla är kuperad söderut, men norrut är den bergig. Runt Ahuacuotzintla är det ganska glesbefolkat, med 31 invånare per kvadratkilometer. Närmaste större samhälle är Chilapa de Alvarez, 8,5 km sydväst om Ahuacuotzintla. I omgivningarna runt Ahuacuotzintla växer huvudsakligen savannskog.